# Schronisko pod Doboszanką
Schronisko PTT pod Doboszanką (także schronisko na Doboszance, schronisko przy klauzie Zubrynki) – nieistniejące obecnie schronisko turystyczne, położone poniżej szczytu Doboszanki w dolinie Zubrynki w Gorganach na wysokości ok. 1040 m n.p.m.

## Historia
Schronisko powstało z inicjatywy Oddziału Stanisławowskiego Polskiego Towarzystwa Tatrzańskiego, jako następca małego i prymitywnego schroniska na Niżnej. Decyzja o jego budowie zapadła w 1934 roku. Rok później zakupiono grunt nad brzegiem Zubrynki i przygotowano wstępny kosztorys.
W 1936 roku rozpoczęto zakup i transport materiałów budowlanych, za co odpowiadało Koło Nadwórniańskie Oddziału. Prace finansowano częściowo z dotacji PUWFiPW (11 tys. zł) i Urzędu Wojewódzkiego w Stanisławowie (2 tys. zł). Oddział Stanisławowski PTT przeznaczył na budowę 26 tys. zł. Prace ziemne przy głównym obiekcie rozpoczęły się w sierpniu, po wzniesieniu w pobliżu budynku gospodarczego. Nadzór sprawowali prominentni członkowie oddziału – Stefan Ohly i Tadeusz Noskiewicz. Całość przykryto dachem jesienią 1937 roku, jednak na tym etapie Oddział wyczerpał już zgromadzone środki na budowę, czego powodem były niespodziewanie wysokie koszty transportu materiałów.
Na 1938 roku pozostawiono szereg prac wykończeniowych: roboty stolarskie, instalacyjne, budowę pieców. Z uwagi na trudności finansowe prace posuwały się powoli. Ostatecznie w 1938 roku urządzono kuchnię turystyczną, wykonano filary kominowe, położono podłogi (poza sanitariatami), wstawiono okna oraz drzwi na parterze i okna na piętrach. Pozostałe prace miały kosztować ok. 30 tys. zł, podczas gdy kolejna dotacja z PUWFiPW wyniosła jedynie 2 tys. zł.
Budowę ukończono wiosną 1939 roku.

## Warunki
Budynek został wzniesiony z drzewa w stylu grażdy huculskiej. Latem 1939 było to największe i najbardziej komfortowe schronisko turystyczne w Karpatach Wschodnich. Posiadało kilkanaście pokoi noclegowych dla około 100 osób. Poza tym istniała sala jadalna, kuchnie i przechowalnie nart, a w położonych obok budynkach gospodarczych garaże, jako że planowano doprowadzić drogę do schroniska. zamierzano też zapewnić oświetlenie elektryczne i wodociąg.
Niedaleko schroniska na rzeczce Zubrynce istniały ruiny dawnej klauzy – zapory drewnianej, spiętrzającej wodę dla spławu drewna darabami (huculskimi tratwami).

## Szlaki turystyczne (1935)
- na Doboszankę (1757 m n.p.m.),
- na Syniak (1665 m n.p.m.) przez Babiny Pohar (1484 m n.p.m.) i Mały Gorgan (1600 m n.p.m.),
- na Szczewkę (1238 m n.p.m.) i dalej do Jaremcza.
- na Krzyżówkę (1161 m n.p.m.),
- na Bukowicę (994 m n.p.m.)[5].